# Acantholabus malaisei
Acantholabus malaisei är en stekelart som beskrevs av Heinrich 1974. Acantholabus malaisei ingår i släktet Acantholabus och familjen brokparasitsteklar. Inga underarter finns listade i Catalogue of Life.